# 殴るぞ
『殴るぞ』（なぐるぞ / 雑誌掲載時の表記では『殴るぞ!』）は、吉田戦車による4コマ漫画。

## 概要
『週刊ビッグコミックスピリッツ』誌上で2001年10月から2006年7月にかけて連載され、これまでのところ、吉田戦車としては最長連載期間を記録した作品となっている。
作品傾向としては連作ものが多く、漫画内で微妙にストーリーが進展していく。吉田戦車の他作品のキャラクターがしばしば登場するのも特徴で、特に『伝染るんです。』や『ぷりぷり県』、『山田シリーズ』などとの関連性は高い。
単行本は小学館より全11巻が刊行されているが、表紙カバーは「ウール25％配合に、“すべりどめ加工”（ボツボツとした突起）が施されたもの」となっている。また単行本には、本編の数話ごとに「（PR）のコーナー」ともいうべきページがあり、奇妙な“広告”（一種の一コマ漫画といえる）が基本的に3点ずつ描かれている。

## 登場人物
作者
作品内に作者本人がしばしば登場する。素っ頓狂な思いつきや行動を見せるが、多くの場合、“冷静な猫”（名無し）が共に描かれ、ツッコミ役を務めている。
犬
「主人の奴」に飼われている名無しの犬。文字を書いたり、人間の施設を平然と利用するなど犬離れしたところがある。「主人の奴」の行動を先読みし、あらゆる手を尽くして彼をフォローする一方で、甘やかしすぎなのではないかとも思っている。名前が一向に決まらないのが悩み。
主人の奴（犬山カズオ）
「犬」の飼い主。ズレた行動をする人物で、「犬」のことは溺愛しているようだが、作品初期では八つ当たりに殴ったりしてもいたらしい。「犬」の名前をなかなか決められないでいる。作中では顔が一切わからないアングルでしか描かれない。
主人の奴の父
「主人の奴」の父。犬嫌い。気ままなホームレス暮らし。息子と同様、顔は描かれない。
カエル
「犬」がヒマにあかせて購入したペット。“包丁を使った去勢”に憧れるなど不可解なキャラクター。「主人の奴」との仲はそこそこのようである。『伝染るんです。』の「カエルくん」とはカエル違い。
ボブ
「犬」の隣家で飼われているトカゲ。「犬」とは友人関係にあり、普段から世間話などをしている。ボブの飼い主も「主人の奴」に劣らない変人。
メリー
「犬」の友人のメス犬。長毛種で、その毛をあたかも別の生き物のように自由自在に操ることができる。体臭は麻薬のような常習性を帯びており、本来とは違った意味で「麻薬犬」とも呼ばれている。飼い主（原山）はなぜか反社会的な連中にしばしば追い回されている一方で、娘（ルリ子）らとの家庭生活は不思議と平穏である。
ダンナ様
スキンヘッドに鼻下に蓄えたヒゲ（和歌子によりバーバラという名前がつけられている）が特徴の、富豪の独身貴族。和歌子をはじめとする使用人たちにぞんざいな扱いをされがちで、しばしば彼らをぶっ飛ばす。母親は冒険家。妹もいる。家はとてつもない豪邸(和香子も中を見たことのない部屋がまだ多数残っている）だが会社勤めをしており、別に社長も登場するので、少なくとも経営者ではない。
和歌子
ダンナ様の家でメイドとして働くかわうそのメス。口の左上にあるホクロと、ヒョロリと伸びた頭上のリボンが特徴。毎回筋違いな行動をしてダンナ様を怒らせ、ぶっ飛ばされることも多いが、確信犯的にやっている面もある。
和歌子の叔父
田舎に住み、和歌子から仕送りをもらって生活している。
宗吉
「和歌子の叔父」の息子。自分が通っている「かわうそ分校」の校長先生が自慢。
麦次郎
ダンナ様の屋敷の庭師。腕はいいようだが、和歌子や執事にていよく利用され、その結果、ダンナ様にぶっ飛ばされることも多い。『ぷりぷり県』にも登場。
弟子
麦次郎の弟子。
執事
第10巻で突如登場。数年間「執事連盟」の“修行”に出ていたが、それに耐え切れず帰還。日中は地下室にこもる、しばしば和歌子や麦次郎に役に立たないこと命じるなど、執事としては困った存在であり、和歌子ら同様、ダンナ様にぶっ飛ばされることが多い。
フィジカル君
赤ん坊ながら異様なまでに健康に気を配る男の子。作品初期にしばしば描かれたが、そのうちフェードアウトしていった。終盤、5 - 6歳ほどに成長した姿で再び登場する。
オペ途中先生
オペの途中にもかかわらず手術室を抜け出しては好き勝手に行動し、周囲をやきもきさせている。「オペ介助途中ナース」（呼称改正前のためおおむね看護婦と呼ばれている）と一緒に行動することが多い。作中では他にも「○○途中××」と呼ばれる“途中仲間”が登場する。
山田
『伝染るんです。』に登場する「かわうそくん」と同一かわうそ。『山田シリーズ』には主人公として登場。
のぶ子
『伝染るんです。』の2巻目に登場するのぶ子と同一人物。前作は小学校低学年ぐらいだったが、本編では女子大生ぐらいに成長している。父親は大会社の社長なのは同じだが、本編では（ダンナ様と容姿がかぶるため）カツラをかぶっている。